# Remus Rus
Remus Rus (n. 28 noiembrie 1942, Brașov, România) este un teolog și istoric român al religiilor, profesor la Facultatea de Teologie Ortodoxă din București. 

## Biografie
S-a născut la 28 noiembrie 1942, în Brașov (originar, însă, din Joia Mare, județul Arad). 
A urmat studiile teologice la Seminarul teologic din Caransebeș (1955-1960), apoi la  Institutul Teologic Universitar din Sibiu (1960 - 1964), apoi cursurile de doctorat (specialitatea istoria religiilor) la Institutul Teologic Universitar din București, În continuare Rus a făcut specializări la Universitatea din Oxford (1965-1969), la Sorbona,și la Universitatea Heidelberg  (Germania), susținând apoi examenul de doctorat la București, în 1978.  
Rus a lucrat ca inspector de specialitate și documentarist în cadrul Serviciului de Relații Externe Bisericești al Patriarhiei Române (1969 - 1976), ca redactor de limba engleză al revistei "Romanian Orthodox Church News" (1971 - 1978) și redactor șef al aceleiași publicații (1988-1991). 
În 1976  a devenit asistent la secția de Teologie sistematică de la Institutul Teologic din București, apoi lector suplinitor la conferința de Teologie fundamentală și istoria religiilor (1978 - 1985), apoi conferențiar la aceeași disciplină (1985-1991), apoi profesor de Istoria și filosofia religiilor (1991), profesor asociat al Facultății de Filosofie a Universității din București, la catedra de Istoria Religiilor (din februarie 1990). A participat la diverse întruniri ecumenice din țară și străinătate. A fost membru al delegațiilor Bisericii Ortodoxe Române care au vizitat Finlanda (1970), India (1982 și 1989) etc.
Este redactor coordonator al colecției „Orizonturi spirituale” de la Editura Enciclopedică.
Este profesor la Catedra Departamentului UNESCO din Bucuresti, predând cursul „Phénoménologie de la religion”.

### Viața privată
Remus Rus este căsătorit și are un copil.

## Premii și onoruri
- ianuarie 2022 - Ordinul Crucea  Crucea Bucovinei, cea mai înaltă distincție pentru mireni a Arhiepiscopiei Sucevei și Rădăuților, „pentru remarcabila activitate dedicată Bisericii și Comunității”.

## Lucrări publicate
- Elemente ale dogmei întrupării în învățătura Bisericii Ortodoxe Etiopiene, în „Ortodoxia”, an. XXIV, 1972, nr. 2, p. 213 -217;
- Scrierile sacre ale marilor religii, în „Ortodoxia”, an XXV, 1973, nr. 1, p. 66-82;
- Poziții creștine față de religiile necreștine, în "Ortodoxia", an XXV, 1973, nr. 2, p. 264-276;
- Funcția preoției în marile religii, în "Ortodoxia", an XXV, 1973, nr. 4, p. 553 -567;
- Noținea de „sacrificiu” în marile religii, în "Ortodoxia", an XXVI, 1974, p. 185 - 201 ;
- Concepția despre om în marile religii, Teză de doctorat în Glasul Bisericii, an XXXVII, 1978, nr. 7-8, p. 715-915;
- Considerații asupra concepțiilor biblică și mesopotamiană despre creație, în Glasul Bisericii, an XXXIX, 1980, nr. 6-8, p. 524-534;
- Iisus Hristos în gândirea indiană, în Studii Teologice, an XXXIII, 1981, nr.5- 6, p. 436-445;
- Sensul și semnificația termenului "religie" în marile tradiții religioase actuale, în Glasul Bisericii, an XLIV, 1985, nr. 10-12, p. 684-697;
- Evanghelia după Toma sau un exemplu timpuriu de contextualizare a învățăturii creștine, în Glasul Bisericii, an XLVII, 1988, nr. 3, p. 87-119; câteva capitole în manualul de indrumări misionare, București, 1986;
- Istoria religiilor. Manual pentru Seminariile teologice, București, 1991, 348 p. (în colaborare cu Pr. Conf. Alexandru Stan);
- Istoria filosofiei islamice, București, 1994, 344 P;
- Învățătura lui Iisus cel înviat către Toma Apostolul, București, 2002;
- Dicționar enciclopedic de literatură creștină din primul mileniu, București, 2003.
- Studii teologiceSeria a III-a; Anul IV; Nr. 3; Iulie-Septembrie 2010
- Am găsit pe Mesia.Viața, faptele miraculoase și minunatele învățături ale Sfantului Apostol Andrei Univers Enciclopedic Gold, 2012
- Sfânta Fecioară Maria în traditia pioasă a creștinilor primelor veacuri, Meteor Press 2015
- Mucenicia si faptele minunate ale Sfântului Gheorghe, Sophia, 2016
- Theotokos. Enciclopedie teologică. Crimca, București, 2024

### Traduceri în engleză
- The Romanian Orthodox Church and the Church of England ( în colaborare cu Pr. Conf. Al. Stan), Bucharest, 1976;
- The Divine Liturgy of St. John Chrysostom, edited by the Romanian Orthodox Patriarchate, Bucharest, 1977 (ediție bilingvă);
- Mihai Fătu, The Romanian Church in North –West Romania during the Horthy Occupation, Bucharest, 1985;
- The Romanian Orthodox Church, București, 1987;
- The Fiftieth Anniversary the Interconfesional Theological Conferences in Romania, București, 1988;
- Faithfulness and Renewal, București, 1989; The Cathedral of the Diocese of Roman, 1990.

### Traduceri din engleză
- Nicolae Arseniev, Descoperirea vieții veșnice. lntroducere în credința creștină, București, 1991, 125 p. (în colaborare);
- V. Lossky, Introducere în teologia ortodoxă, București, 1993;
- Nicolae Arseniev, Mistica și Biserica Ortodoxă, București, 1994, 184 p.;
- Lars Thunberg, Introducere în gândirea Sfântului Maxim Mărturisitorul, București, 2002.

## Traduceri din greacă și latină
- Învierea și Schimbarea la față - Florilegiu patristic, Crimca, București, 2022